# Ugrunaaluk
Ugrunaaluk (v indiánském jazyce „pradávný spásač“) byl potenciálně neplatný rod hadrosauridního býložravého dinosaura, žijícího v období pozdní křídy (stupeň maastricht, před asi 69,2 milionu let) na území dnešní Aljašky v USA. Fosilie byly objeveny v sedimentech geologického souvrství Prince Creek.

## Pochybnosti o validitě
Objevují se názory, že ve skutečnosti jde pouze o severně žijící populaci rodu Edmontosaurus. Přesná velikost dospělých exemplářů je zatím nejistá.
Podle odborné studie, publikované v květnu roku 2020, se skutečně nejspíš nejedná o platný taxon, protože juvenilní exempláře, na jejichž základě byl popsán, jsou ve skutečnosti zřejmě zástupci rodu Edmontosaurus.

## Objev
Fosilie tohoto ornitopodního dinosaura byly objeveny ve velkých počtech až šesti tisíc jedinců v oblasti arktické Aljašky u řeky Colville a mají stáří asi 69,2 milionu roků. Původně byly fosilie tohoto dinosaura ze skupiny saurolofinů považovány za pozůstatky příbuzného rodu Edmontosaurus, podrobná velikostní analýza Hirotsugu Moriho z roku 2014 ale ukázala, že aljašští hadrosauridi představují zástupce dvou různých rodů. O dva roky později byl pak nový kachnozobý dinosaurus vědecky popsán jako Ugrunaaluk kuukpikensis.
Je možné, že fosilní otisky stop hadrosauridů ze souvrství Prince Creek patří právě tomuto rodu.